# Томас Андрюс
Томас Андрюс (на английски: Thomas Andrews) е североирландски бизнесмен и корабостроител, управляващ директор и ръководител на отдела за корабостроителната компания „Харланд и Уолф“ в Белфаст, Ирландия.
Андрюс отговаря за построяването на океанския лайнер „Титаник“. Той е на борда му по време на първото му пътуване, когато се удря в айсберг на 14 април 1912 г. и е сред 1517-те хора, които са загинали в корабокрушението.

## Биография

### Ранен живот
Томас Андрюс е бил член на Тайния съвет на Ирландия. По-малкият му брат Джон Милър Андрюс е бил министър-председател на Северна Ирландия. През 1884 г. Андрюс започва да посещава Кралската белфастка академична институция до 1889 г., когато на 16 години започва чиракуване в Харланд и Уолф, където чичо му Вискънт Пири е частичен собственик.

### „Харланд и Уолф“
В компанията става чирак. Работи 3 мес. в дърводелска работилница, след което 2 мес. - на корабите. През 1901 г., след като е работил през много други отдели на компанията, Андрюс става ръководител на строителните работи. През същата година той става член на Институцията на военноморските архитекти. През 1907 г. е назначен за управляващ директор и ръководител на отделите на „Харланд и Уолф“. По време на дълги години учене и работа Андрюс се нарежда сред най-уважаваните хора в компанията и сред служителите на корабостроителницата.
На 24 юни 1908 г. се жени за Хелън Райли Барбър, дъщеря на Джон Дохърти Байбър и сестра на Милн Барбър. Тяхната дъщеря е родена на 27 ноември 1910 г. Двойката живее на „Дъналан“ 20, Уиндзор Авеню, Белфаст. След смъртта му Хелън се омъжва за Хенри Пиърсън Харланд и умира на 22 август 1966 г. в Северна Ирландия.

## „Титаник“
През 1901 г. Андрюс започва да упражнява надзор върху плановете за лайнери на компанията „Уайт Стар Лайн“. През 1904 г. започва изграждането на „Титаник“. Проектиран е от Уилям Пири и генералния мениджър Александър Карлайл, заедно с Андрюс. Андрюс е запознат с всеки детайл от корабите „Олимпик“ и „Титаник“, за да се гарантира, че те са в оптимално работно състояние.
Андрюс оглавява групата от „работници“ на „Харланд и Уолф“, наблюдаващи експлоатацията на корабите и всички необходими подобрения. „Титаник“ не е изключение, така че Андрюс и останалите от групата на „Харланд и Уолф“ пътуват от Белфаст до Саутхемптън, качват се на „Титаник“ за началото на плаването на кораба на 10 април 1912 г. По време на плаването Андрюс прави бележки за различни подобрения, като усеща, че са били необходими. Въпреки това на 14 април Андрюс казва на свой приятел, че „Титаник“ е „почти перфектен, като и човешки мозък може да го направи“.
На 14 април в 23:40 „Титаник“ се сблъсква с айсберг от десния борд на кораба. Андрюс по онова време е бил в каютата си, като е планирал промените, които е искал да направи за кораба и едва е забелязал сблъсъка. Капитан Едуард Джон Смит и Андрюс преглеждат щетите на кораба след полунощ, след като Андрюс отива да провери повредената част на кораба и е получил няколко съобщения за щети на плавателния съд. Андрюс определя, че първите 5 отделения на кораба са наводнени и че корабът със сигурност ще потъне. Той предава тази информация на капитан Смит и посочва, че това е „математическа сигурност“. Добавя, че на кораба му остават само 2 часа до потъване. Изтъква пред Смит острия недостиг на спасителни лодки на борда на кораба.
Когато започва евакуацията на „Титаник“, Андрюс казва на пътниците по каютите да си сложат жилетки на палубата. Напълно наясно и бързо пътниците са напуснали кораба поради липсата на спасителни лодки в пространството на екипажа, той продължава да настоява пред склонни хора с надеждата спасителните лодки да се препълнят възможно най-бързо. Андрюс вижда в океана да се хвърлят шезлонги и да се използват като плаващи устройства. Според Джон Стюарт той за последно е бил видян в пушалнята на първа класа и да гледа картина, която се намирала над камината, а спасителната му жилетка е била на близката маса. Картината, която Андрюс е гледал, изобразява входа на пристанището на Ню Йорк. Картината често неправилно е показвана по телевизията и във филмите. Андрюс умира, докато потъва „Титаник“, а тялото му никога не е било намерено.

## в кинокултурата
Били Картър изиграва Том Андрюс в сериала "Титаник - кръв и стомана"  (2012)
Виктор Гарбър е Том Андрюс в култовия  филма "Титаник"  (1997)